# Bobzin
Bobzin is een gemeente in de Duitse deelstaat Mecklenburg-Voor-Pommeren, en maakt deel uit van de Landkreis Ludwigslust-Parchim.
Bobzin telt 262 inwoners.
Het wapen van Bobzin bevat een lintworm.

## Geboren
- Friedrich Lübbert (1821-1878), soldaat, schrijver, vrijheidsstrijden, revolutionair